# Атлантида (печера)
Атланти́да — карстова печера в Україні. Розташована в межах Кам'янець-Подільського району Хмельницької області, біля села Завалля. Геологічна пам'ятка природи загальнодержавного значення (від 1975 року).
Довжина 7493 м, площа 3120 м². Відкрита 1969 року. Підпорядкована Хмельницькій обласній раді з туризму та екскурсій. Печера лежить у межах національного природного парку «Подільські Товтри».
Єдина в межах Поділля печера з чітко вираженою триповерховою будовою. Нижній (перший) поверх представлено високими та широкими галереями, другий — звуженими до 1—1,5 м порожнинами, третій — двома невеликими ходами заввишки 5 м. На перетині галерей першого та другого поверхів є великі зали (заввишки до 12 м).
На стінках, склепіннях і підніжжях печери — поширені натічні форми гіпсу різного забарвлення. Трапляються волокнисті кристали завдовжки до 1,5 м. У галереях магістрального поверху є товща пухкого наповнювача потужністю до 6 м.
Серйозне вивчення печери розпочалося восени 1979 року. Детальне топографічне знімання провів спелеологічний загін під керівництвом Олександра Борисовича Климчука.
У печері є гіпсові кристали, які утворюють білі, жовтуваті, рожеві, прозорі за кольором і різноманітні за формою квіти, зірочки та бурульки. При освітленні вони виграють всіма барвами і створюють казкове враження. Печера має окремі зали (Маків, Золота осінь, Радості, Сміху та інші), галереї (Трьох нещасних, Партизанська), гроти та коридори (Чортів хвіст). У печері трапляються рідкісні види кажанів.

## Галерея

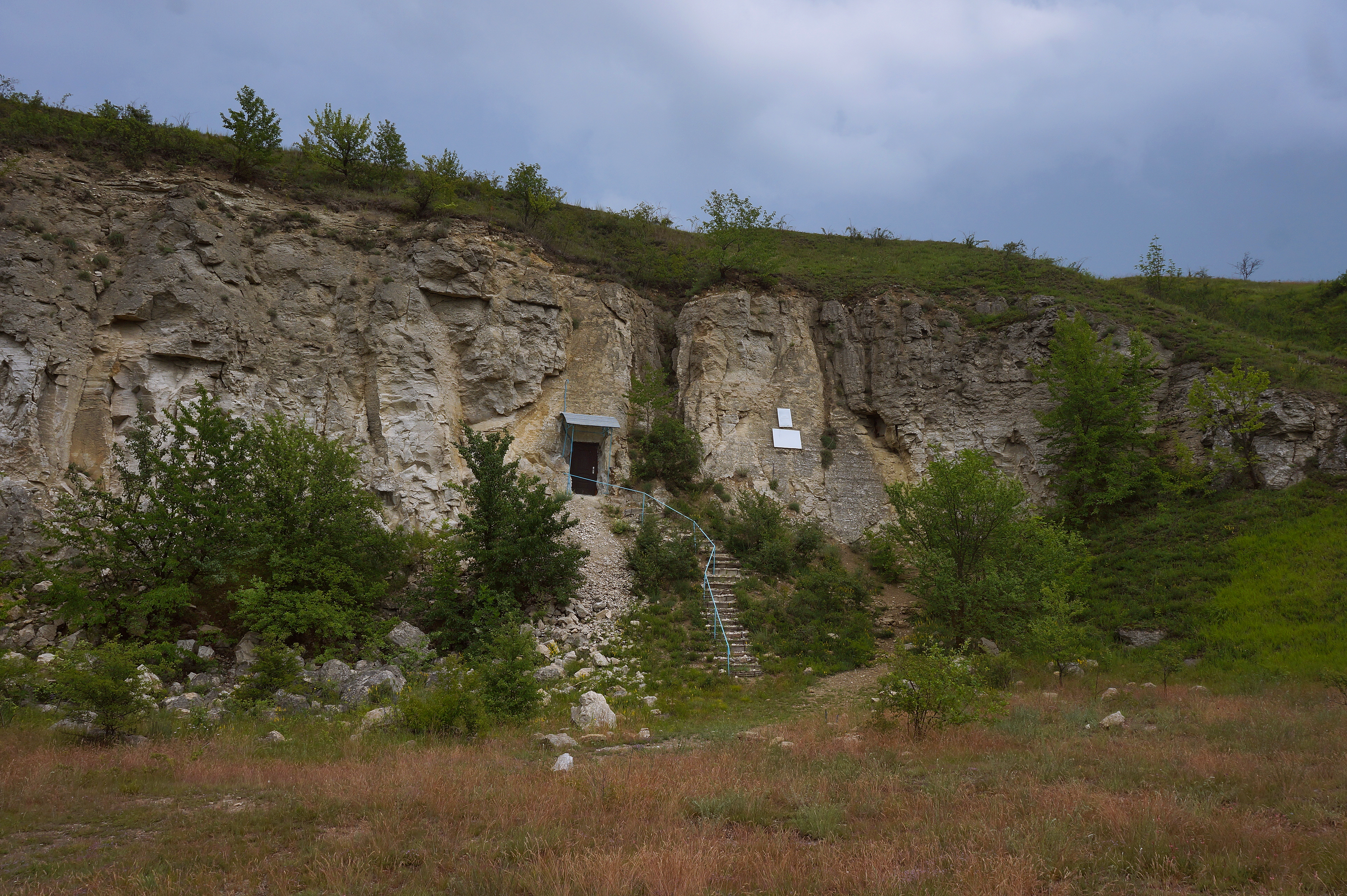
Печера Атлантида
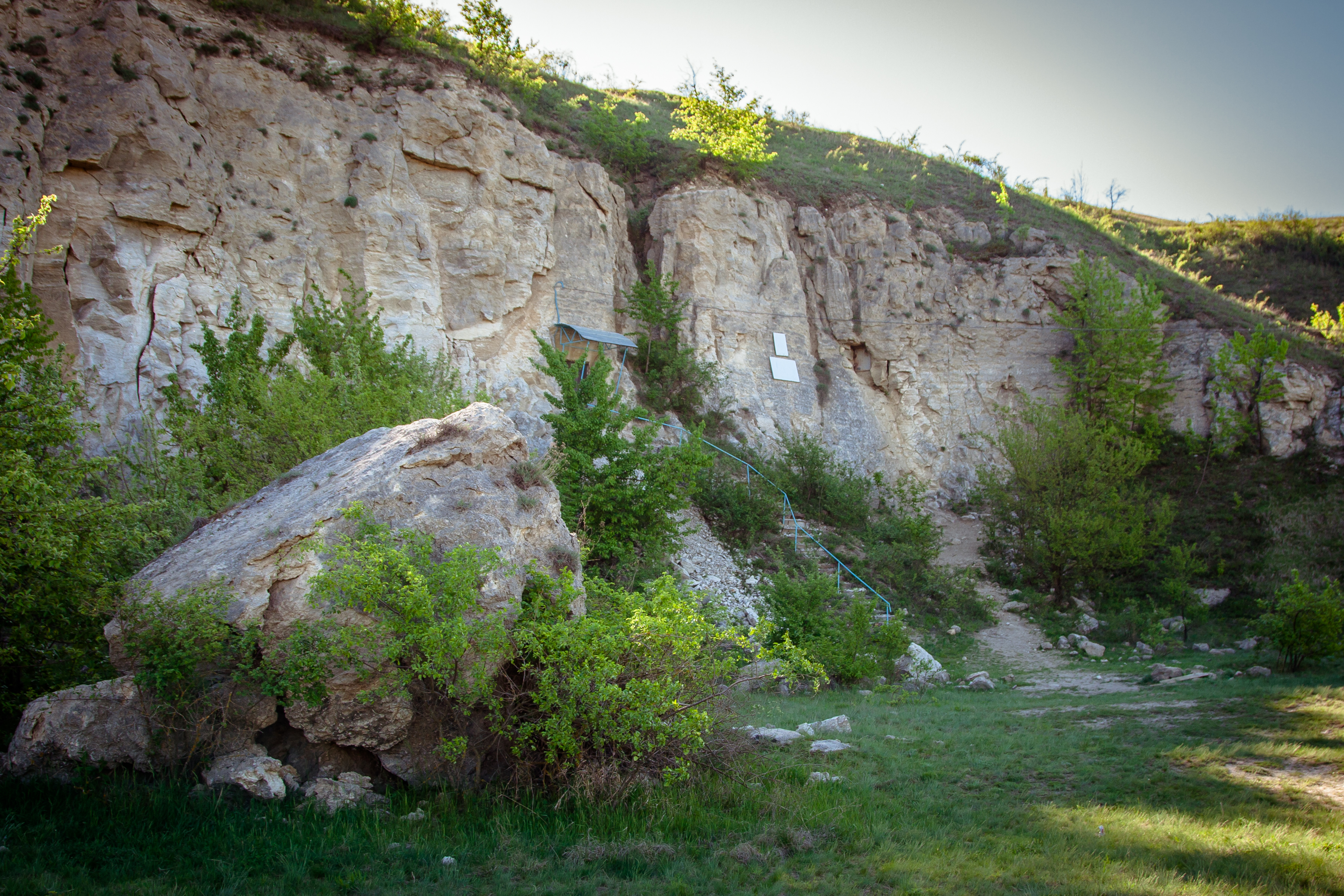
Вхід в печеру
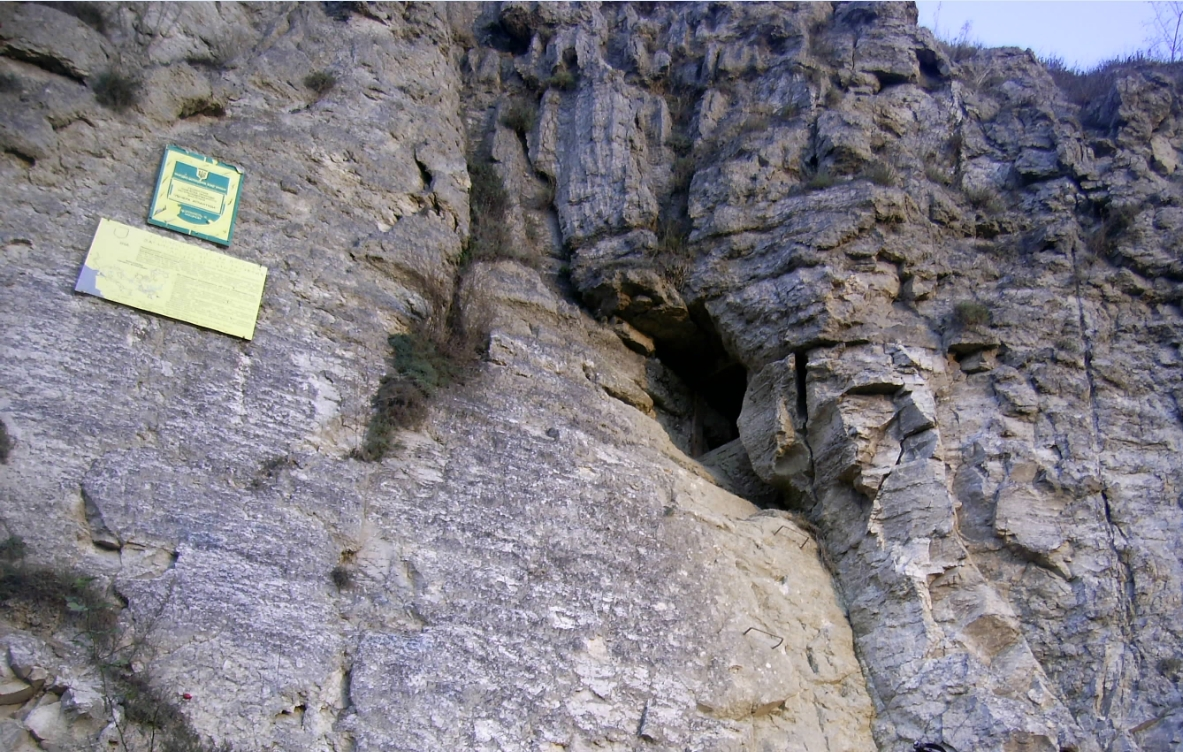
Печера Атлантида поблизу с. Завалля
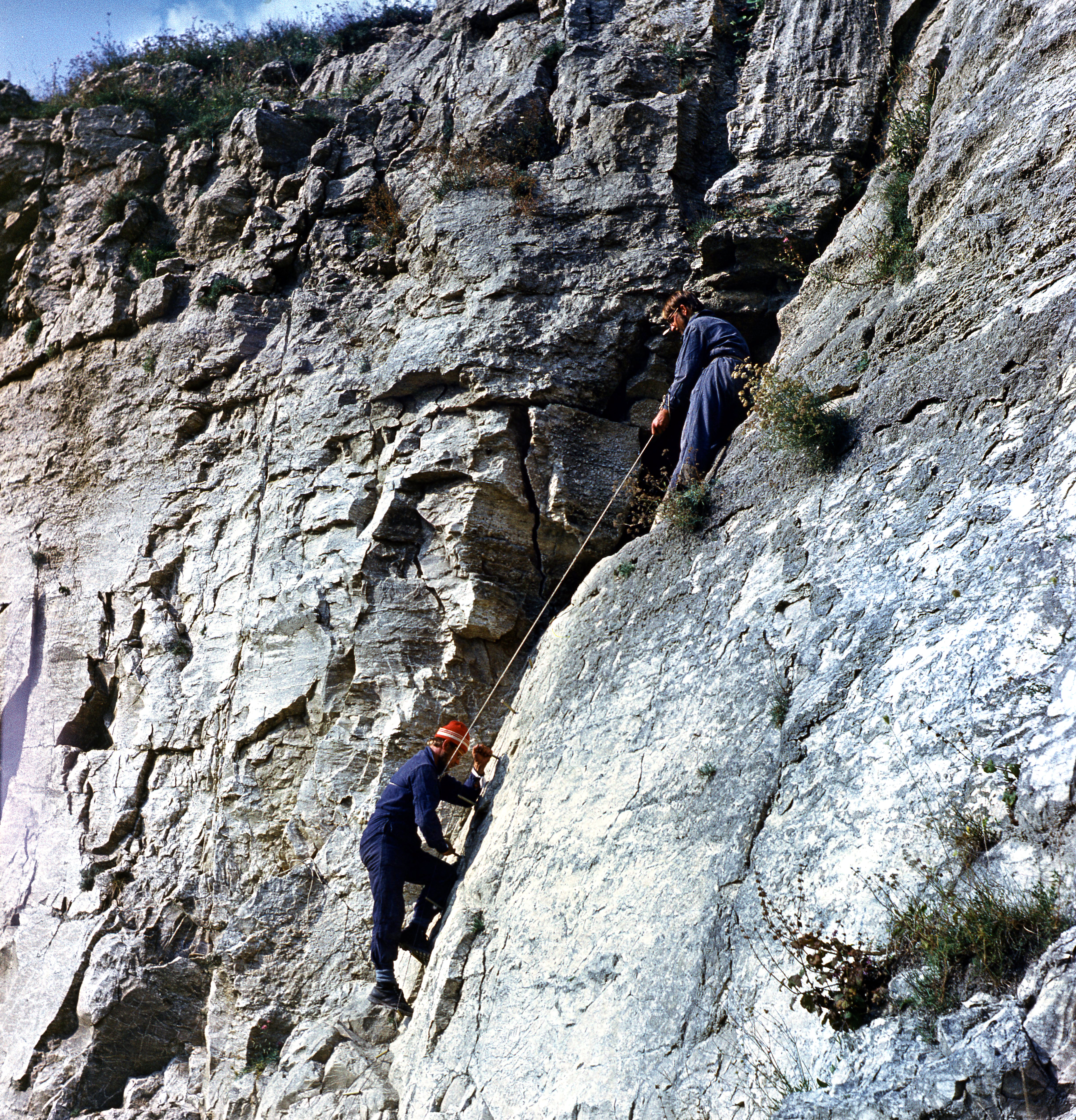
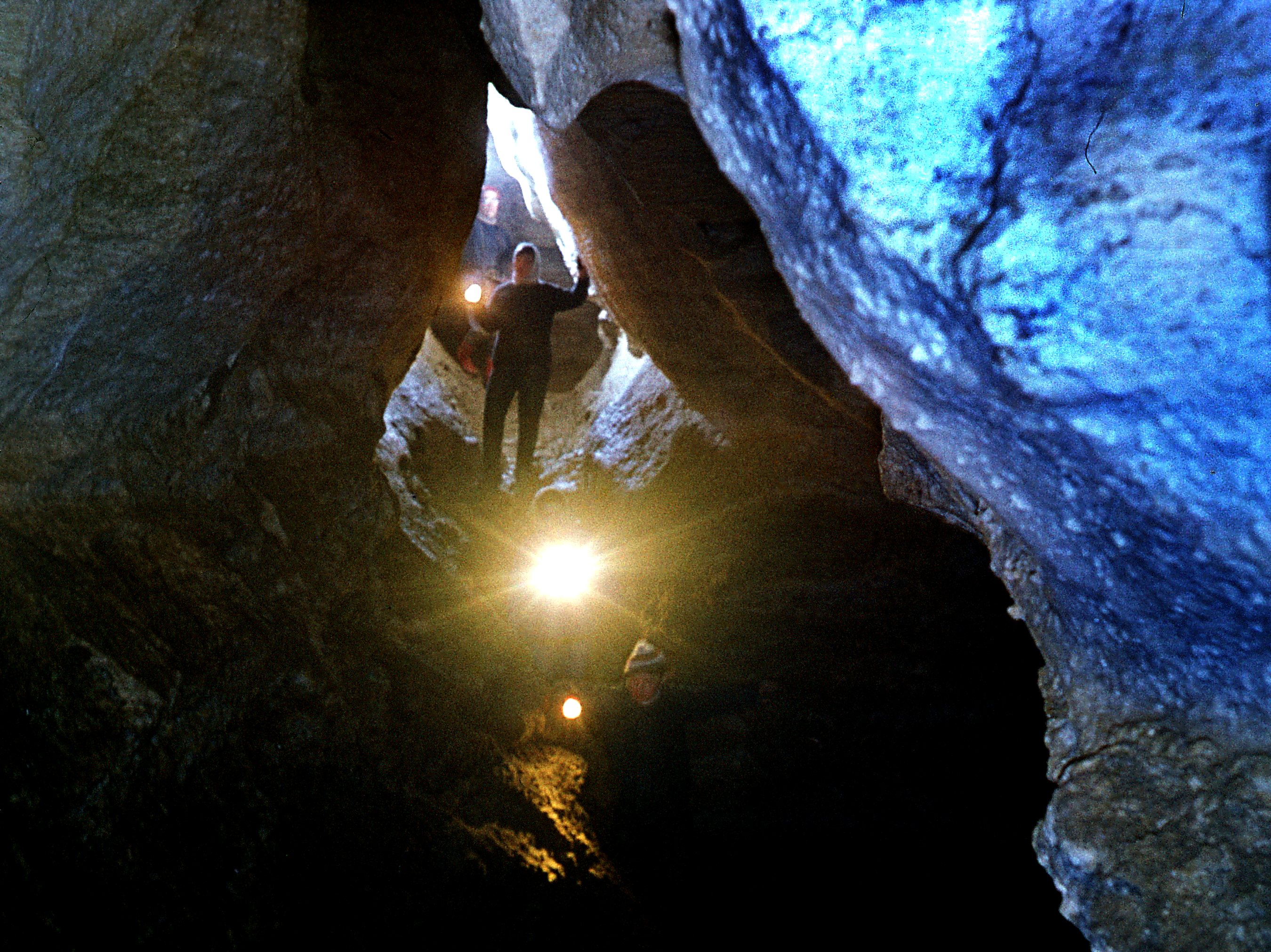
Печера Атлантида заходять
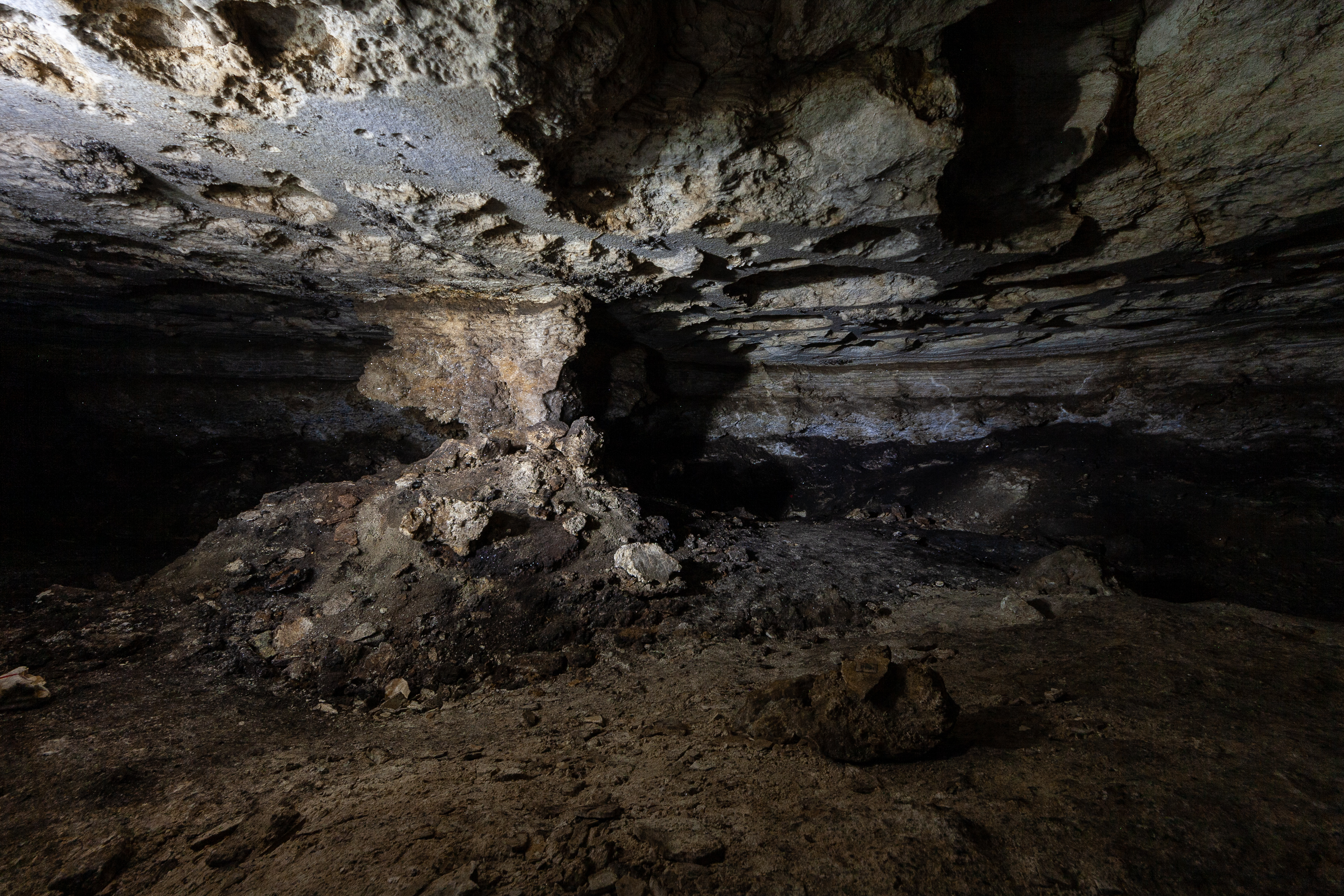
Атлантида
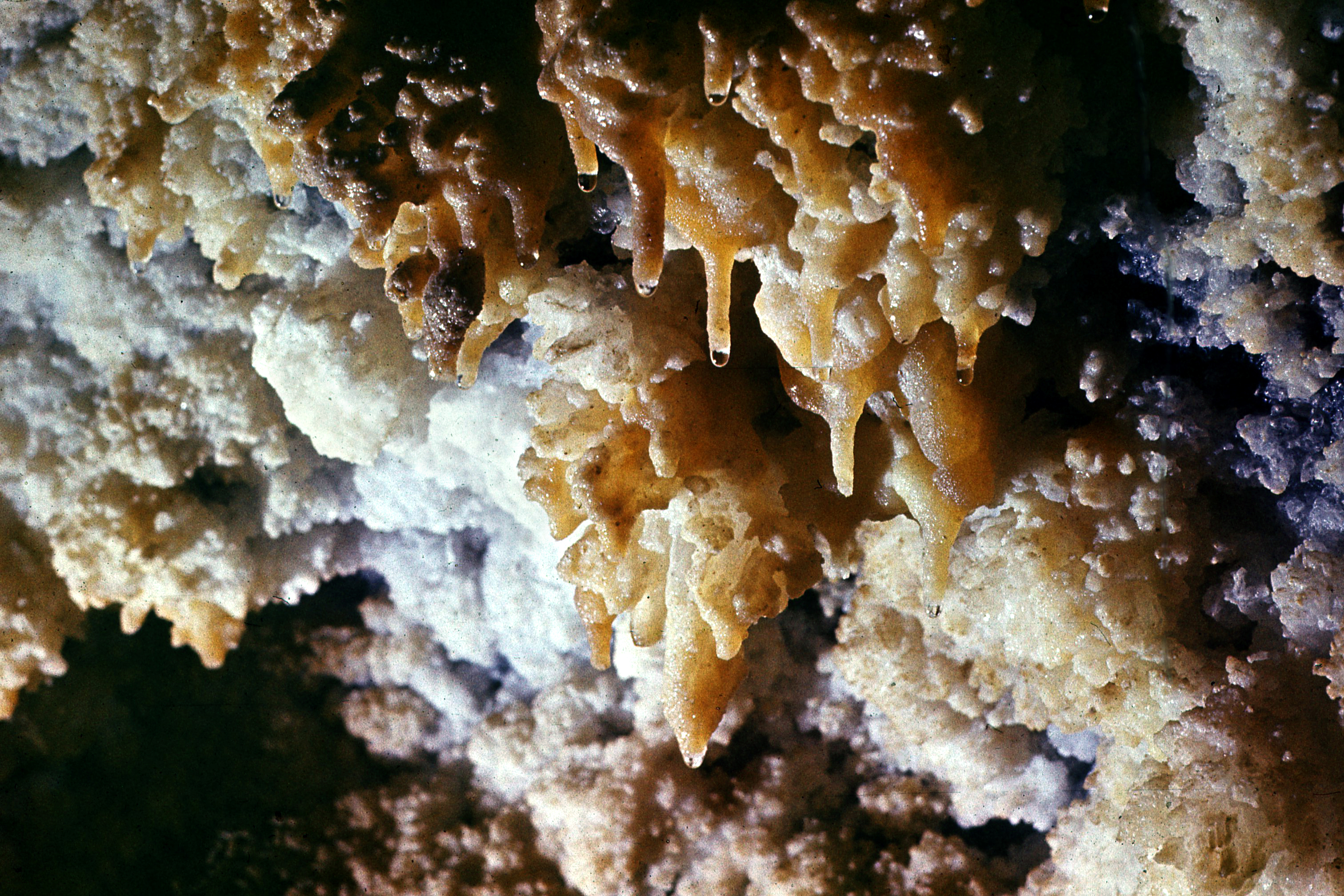
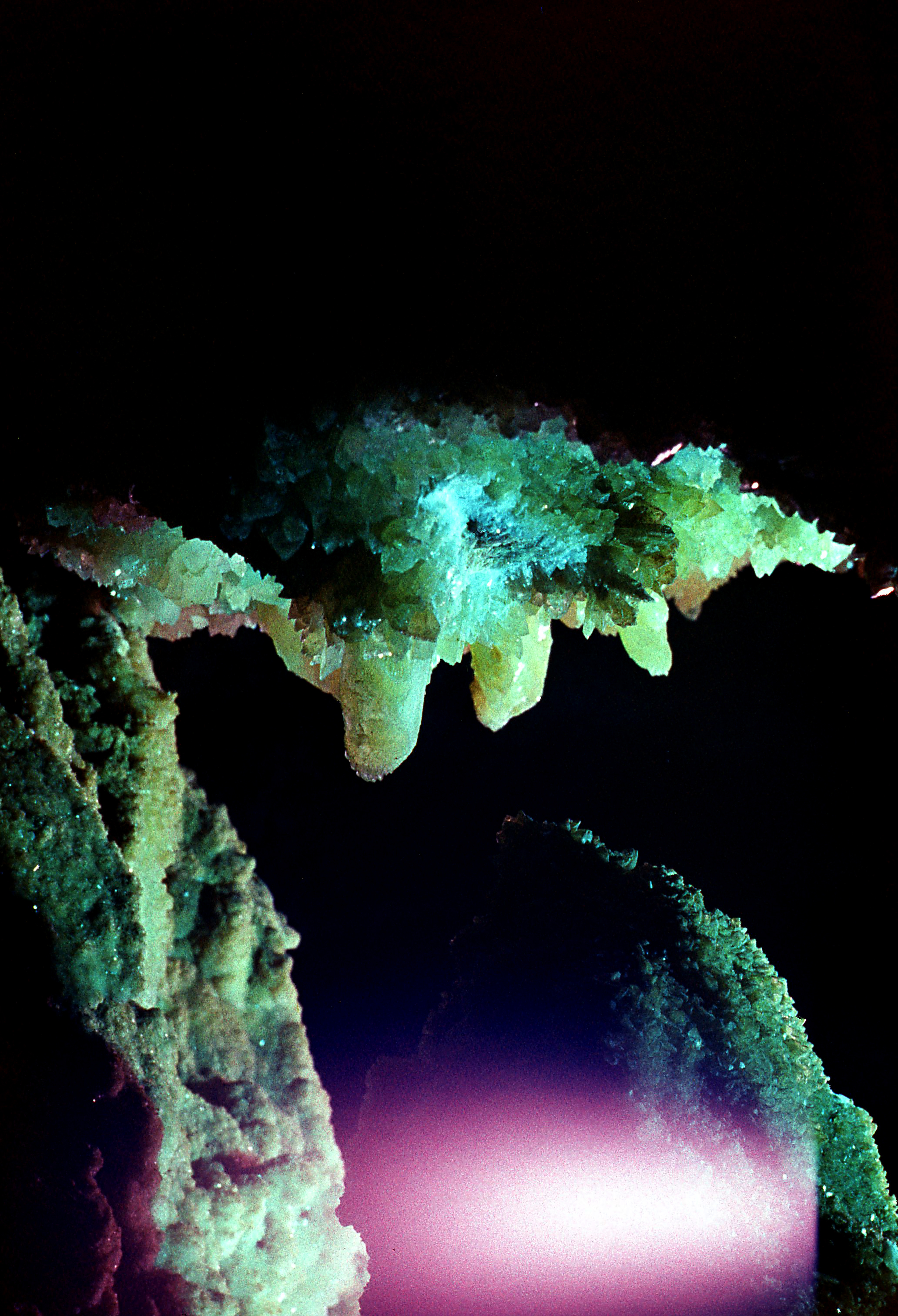
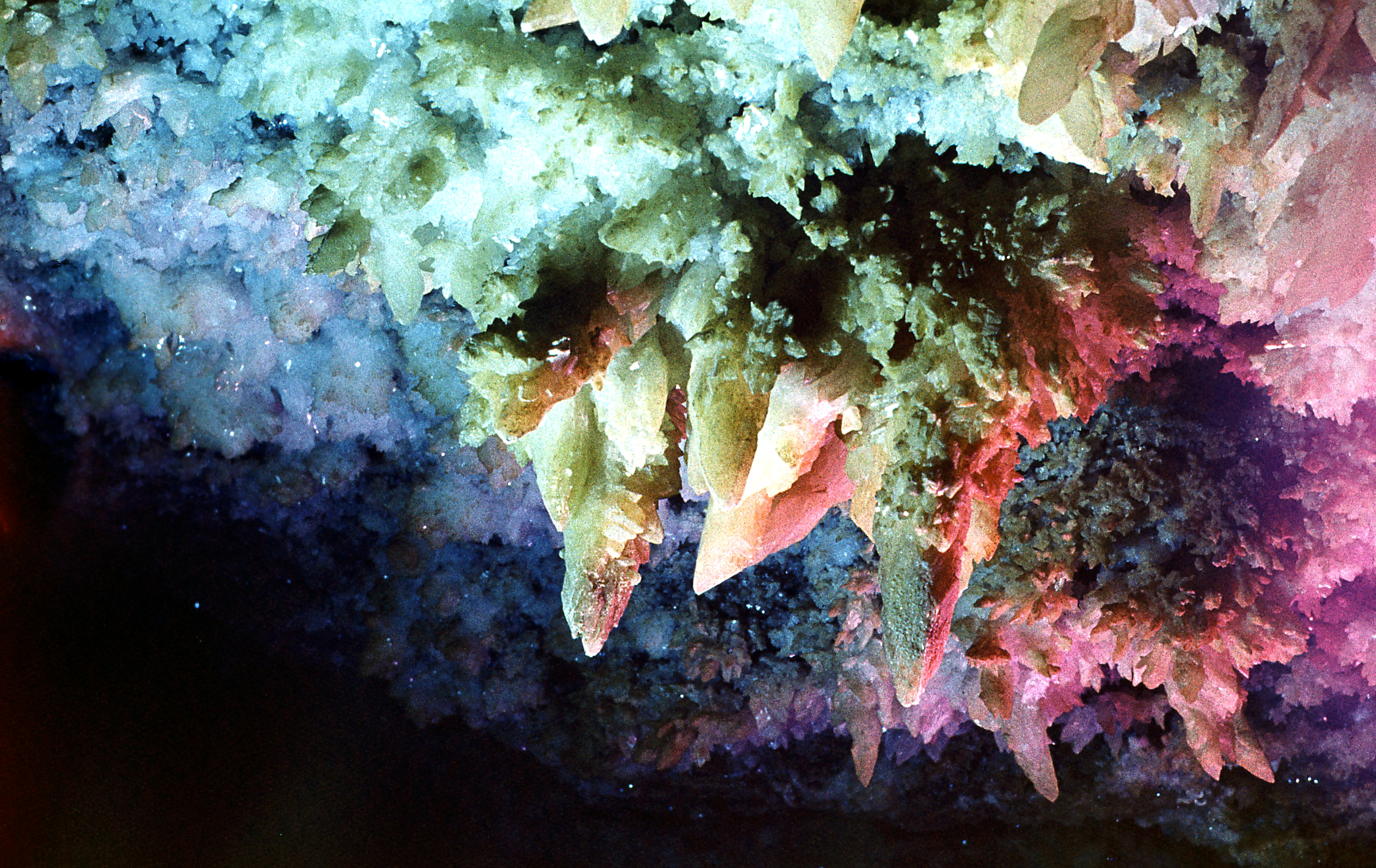
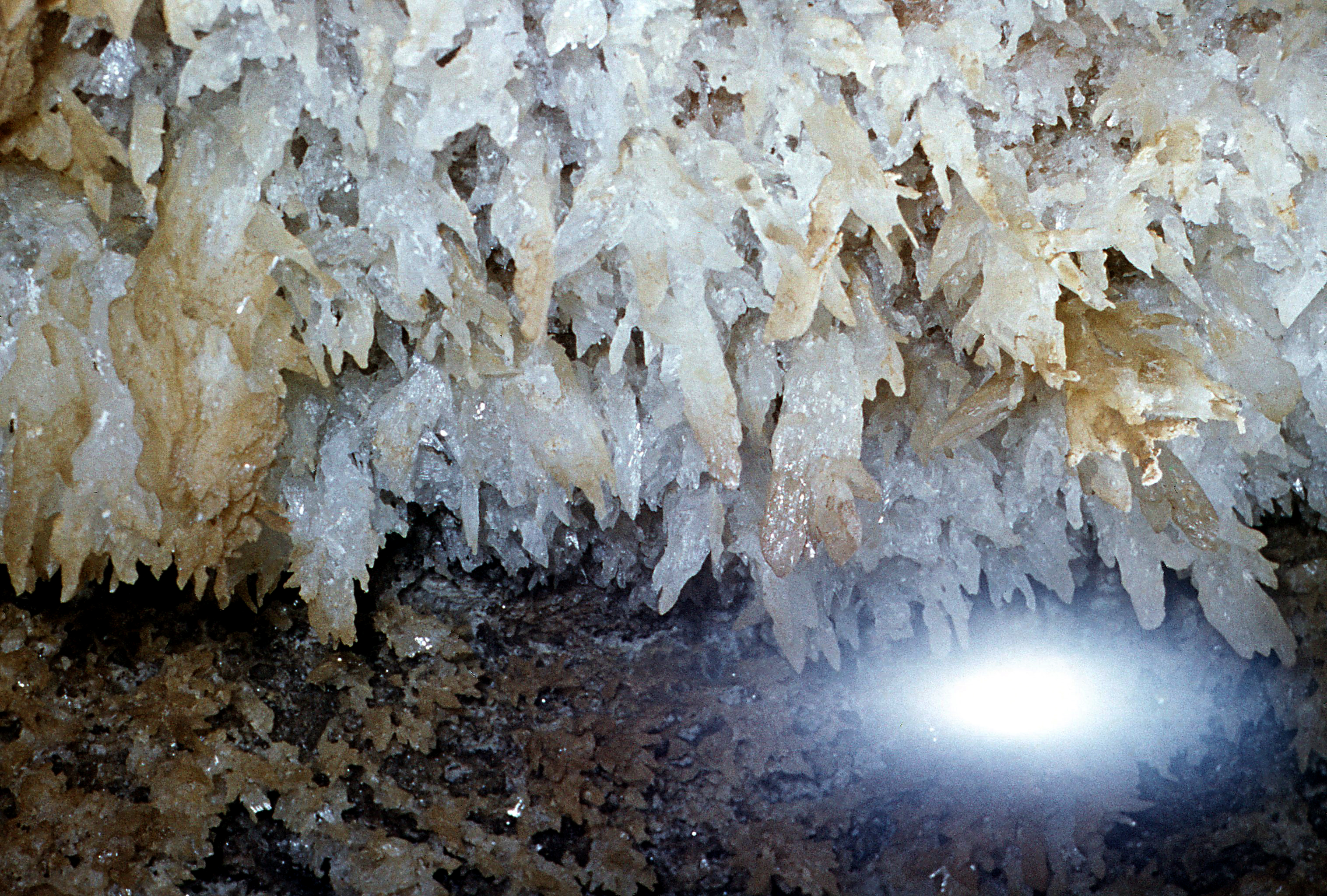
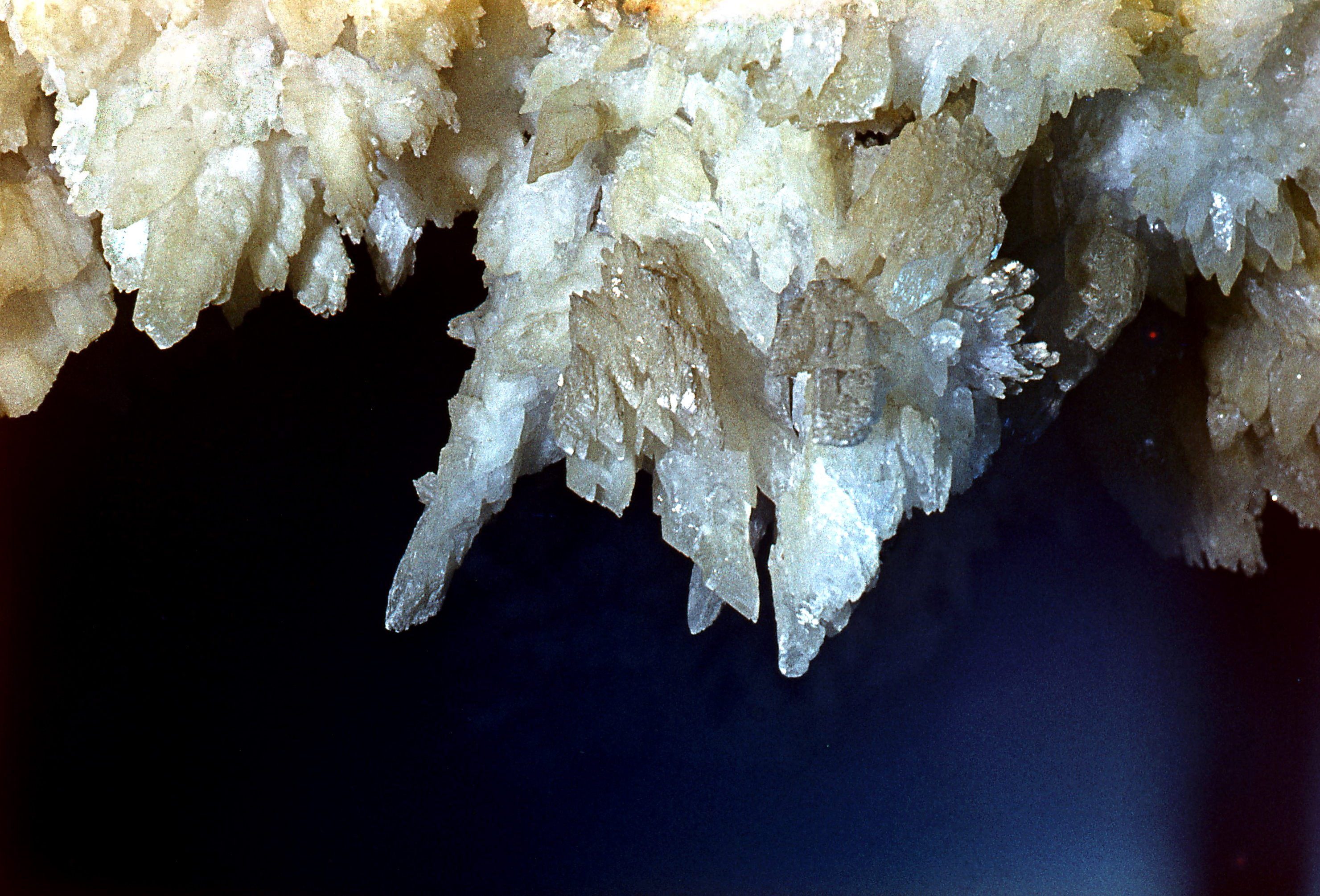
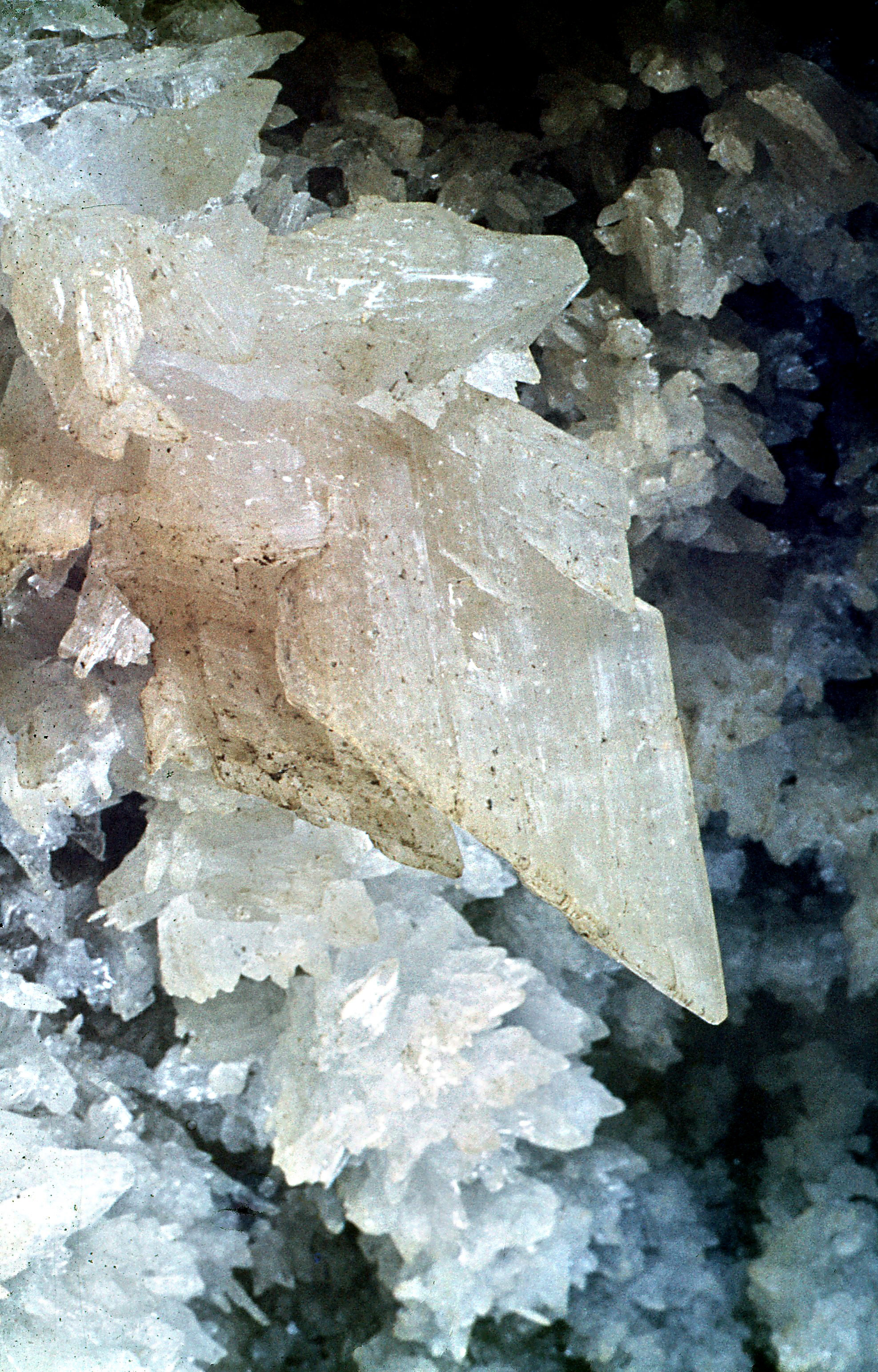
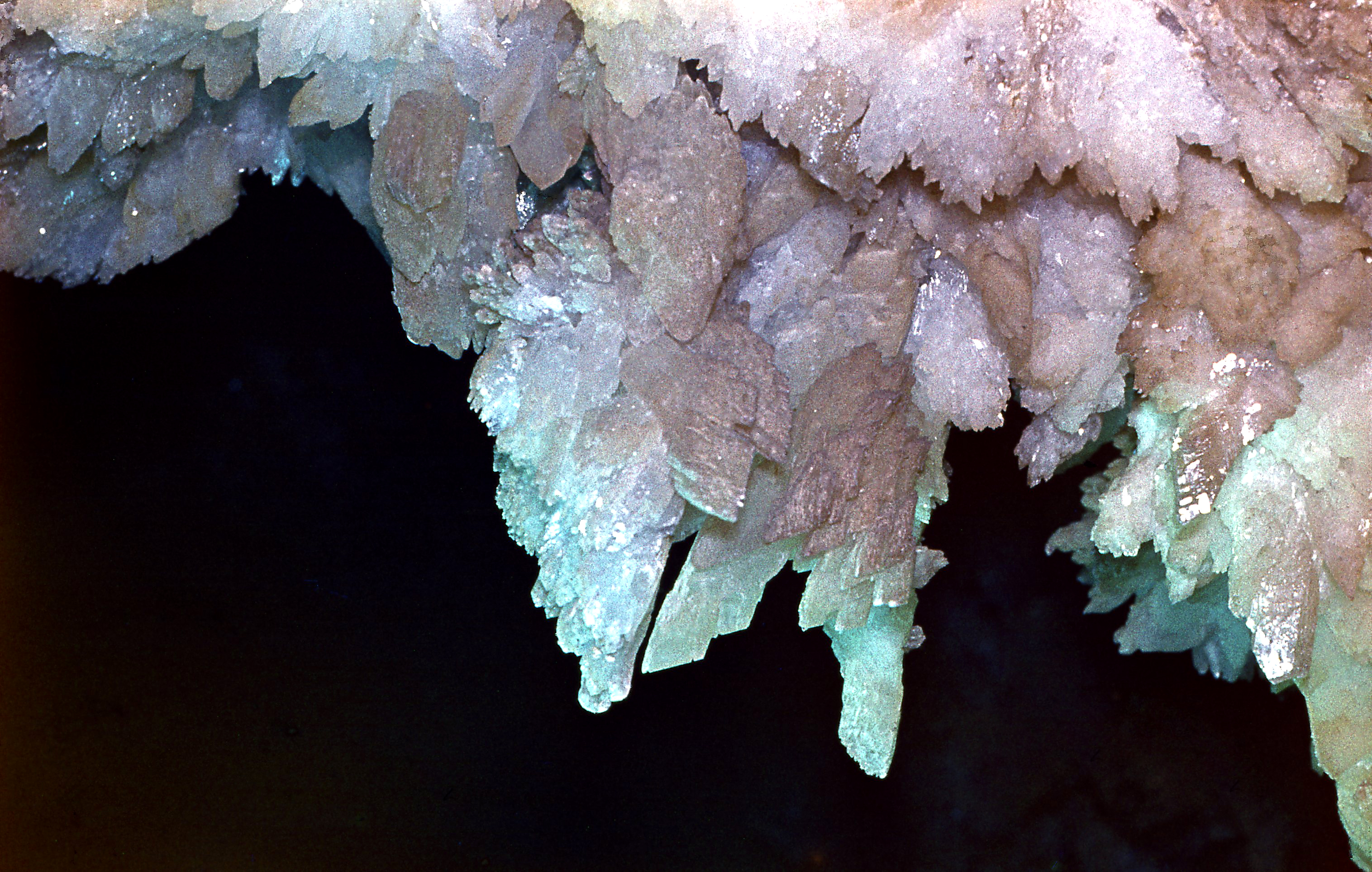
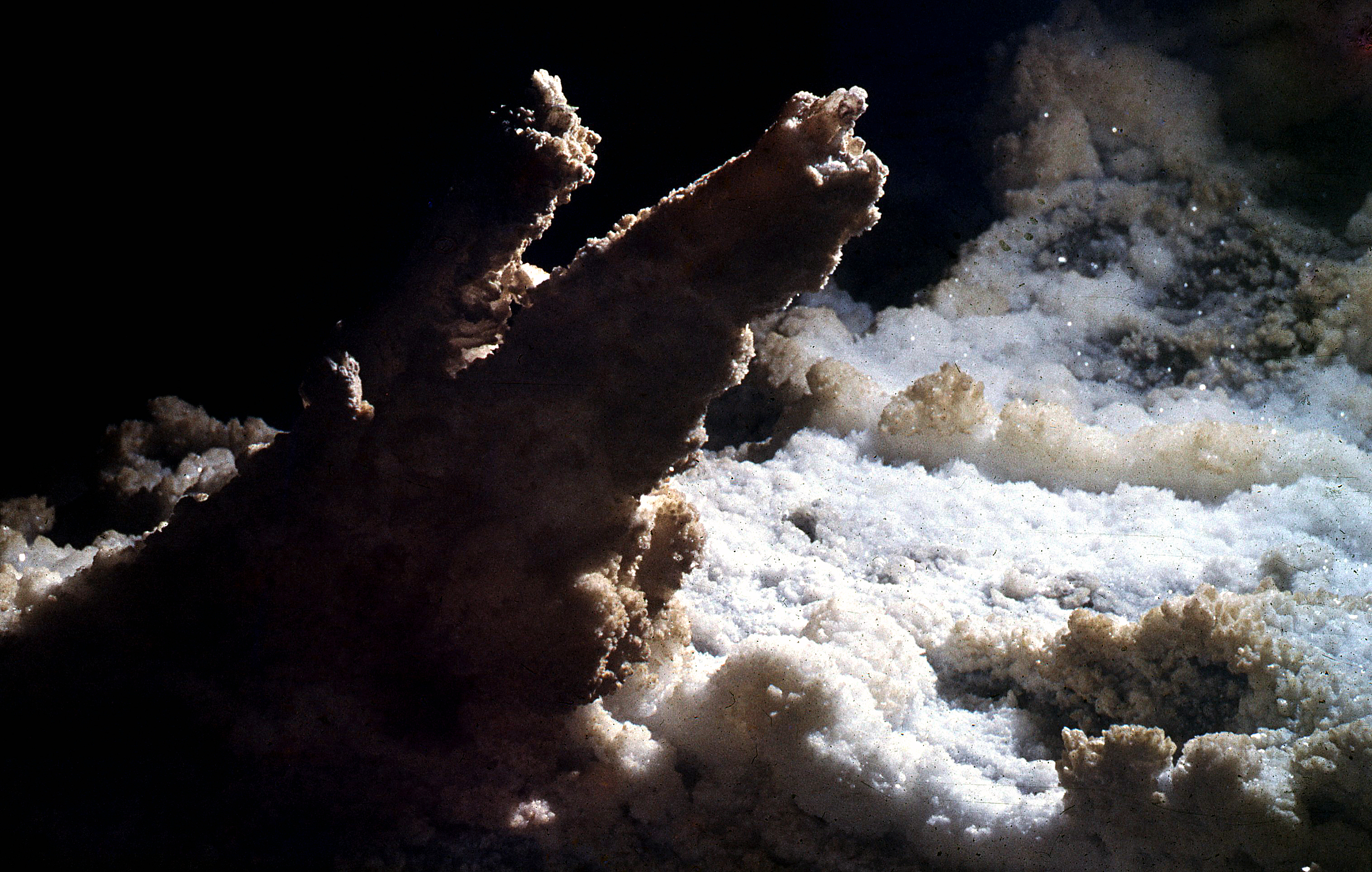
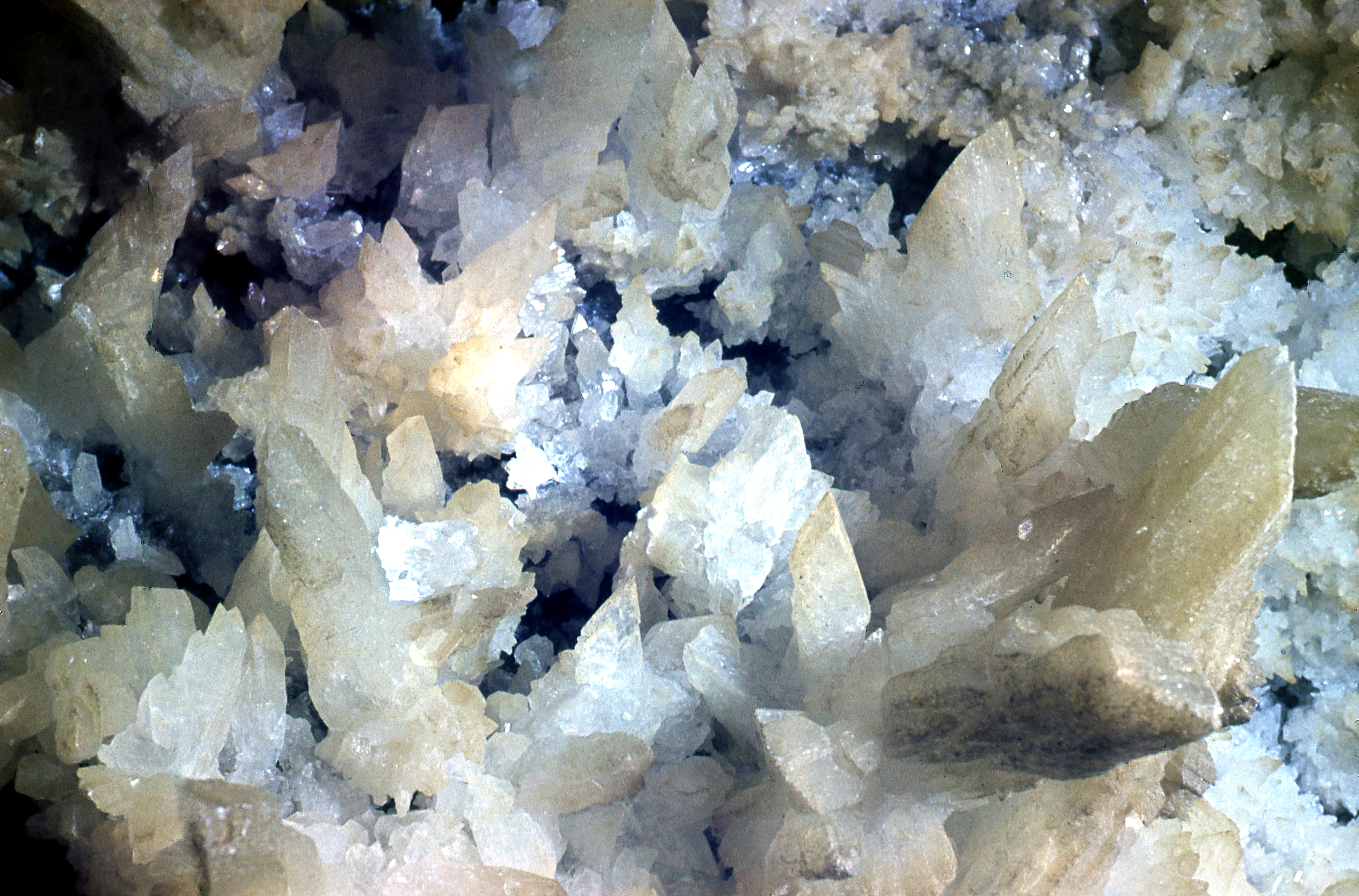
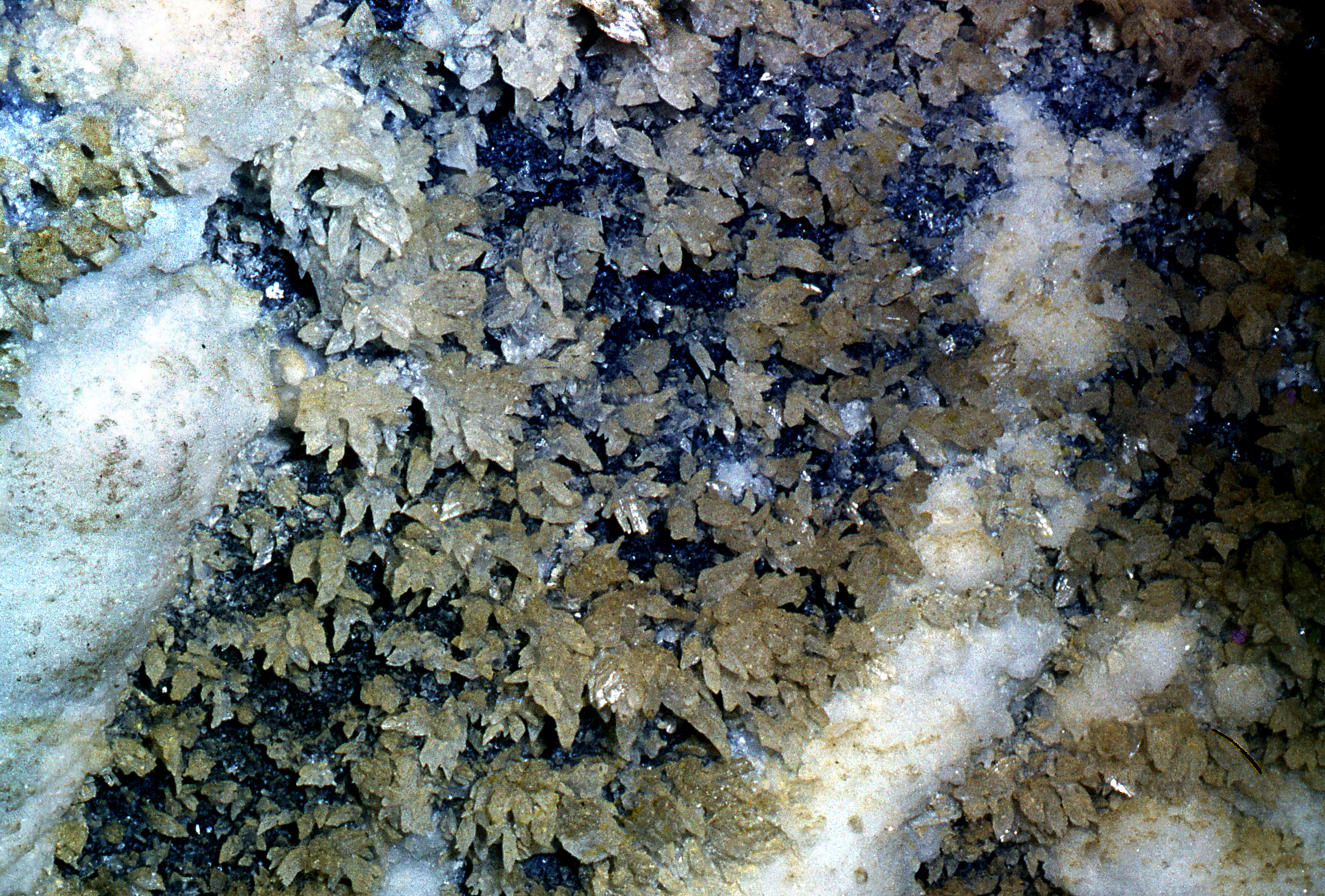
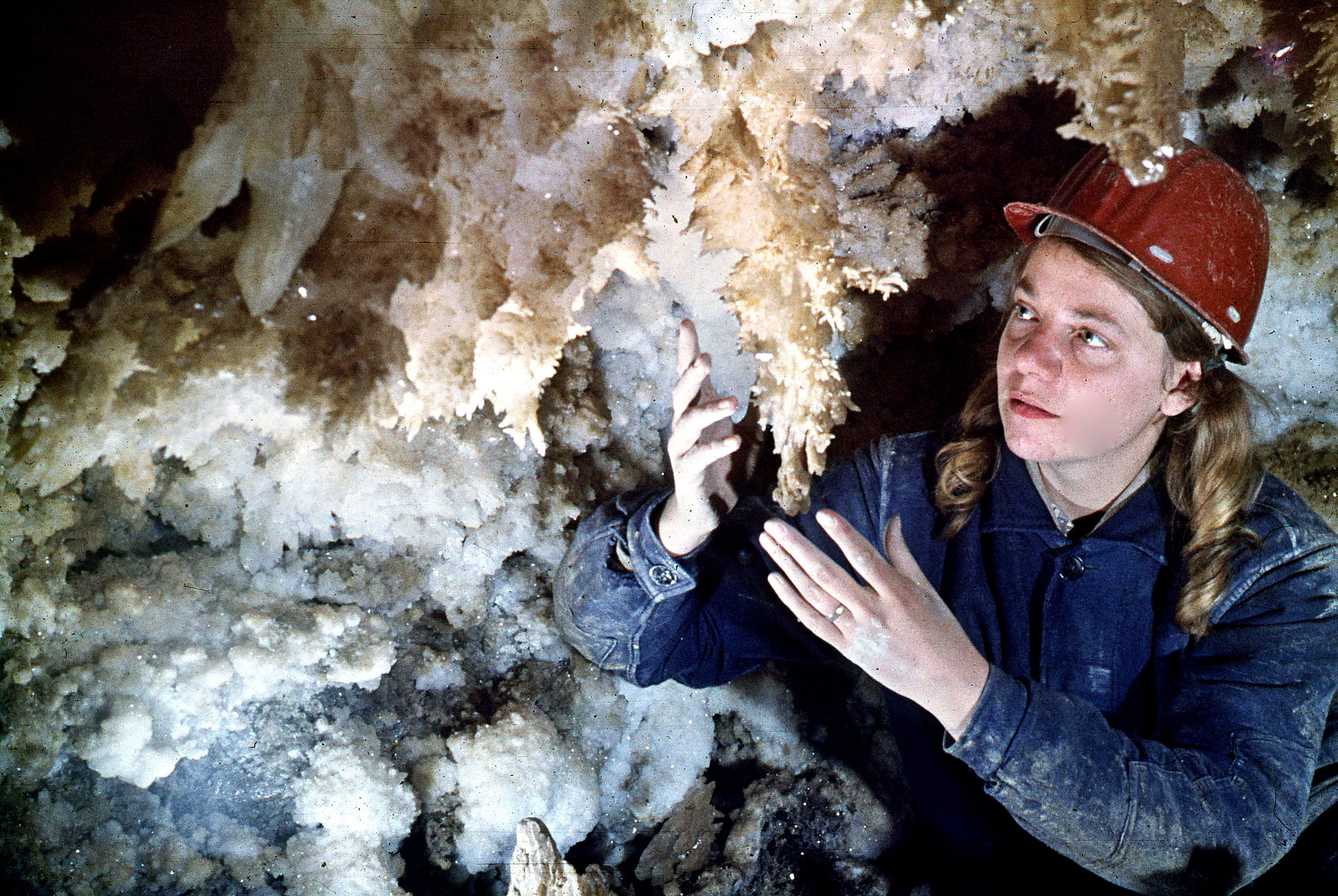